# Semoussac
Semoussac é uma comuna francesa na região administrativa da Nova Aquitânia, no departamento de Charente-Maritime. Estende-se por uma área de 9,62 km². Em 2010 a comuna tinha 374 habitantes (densidade: 38,9 hab./km²).